# Hôtel Yukon
L'hôtel Yukon (anglais : Yukon Hotel) est un hôtel situé à l'intersection de l'avenue First et de la rue Church à Dawson City, en plein complexe historique de Dawson. Il a été construit par J. E. Binet en 1898 en pleine ruée vers l'or du Klondike comme édifice commercial. Il a été converti en hôtel deux ans plus tard et désigné lieu historique national du Canada en 1982.

## Histoire
L'hôtel Yukon a été construit en 1898 par l'homme d'affaires local J. E. Binet à titre spéculatif en pleine ruée vers l'or du Klondike. Il le nomma bloc Binet. Lui et son frère, J. O. Binet, possédaient aussi la Malden House, le Marconi Hotel et le Binet Brothers Saloon à Dawson ainsi que le Binet Bros. Hotel et le General Merchants à Mayo. Lui et ses employés ont travaillé rapidement avec les matérieux qu'ils avaient sous la main et ont terminé les travaux en novembre 1898. 
La demande immobilière était si grande qu'il réussit à louer l'édifice au commissaire du Yukon William Ogilvie comme bureau pour le nouveau gouvernement pour un montant de 1 000 $CA par mois. Il a servi entre autres comme bureau et logement pour les agents des forêts publiques et des terres, ainsi que comme bureau d'enregistrement. Il servit au gouvernement jusqu'à leur relocalisation dans le Bureau de poste au coin de la rue King et de l'avenue Third en novembre 1900. Le bâtiment a ensuite servi de logement ou a été vacant jusqu'à sa vente à Henry Freeman en 1909 qui le convertit en hôtel.
L'hôtel passe ensuite entre plusieurs mains pour prendre son nom actuel dans le courant des années 1930. Il conserve sa vocation hôtelière jusqu'en 1957.  
Sous l'initiative de Pierre Berton et d'autre Yukonnais, le gouvernement du Canada contribuer à préserver le bâtiment. En 1975, Héritage Canada (en) acheta l'édifice pour un $ et le rénova pour un montant de 386 000 $. Les travaux ont été complétés en 1980 et l'édifice a été utilisé comme logement social. La fondation a vendu le bâtiment en 1983. Il a été acheté en 1985 par le propriétaire de l'Eldorado Hotel, Peter Jenkins, qui le reconvertit en hôtel,. Ce dernier a compètement rénové l'intérieur de l'hôtel en 2005/2006.